# Abd el-Halim Hafez
ʿAbd al-Ḥalīm Ḥāfeẓ, in arabo  عبد الحليم حافظ‎?, vero nome ʿAbd al-Ḥalīm Ismāʿīl Shabāna, in arabo عبدالحليم إسماعيل شبانة‎? (el-Halawat, 21 giugno 1929 – Londra, 30 marzo 1977), è stato un cantante e attore egiziano.
È stato uno dei più famosi cantanti egiziani, celebrato non solo in Egitto ma anche in Vicino Oriente tra gli anni 1950 e 1970. Viene considerato tuttora come uno dei quattro grandi della musica egiziana del Novecento. Le sue canzoni sono trasmesse tutti i giorni dalle radio egiziane e del mondo arabo. Veniva anche chiamato al-ʿAndalīb al-Asmar, cioè l'usignolo nero (in arabo: العندليب الأسمر).

## Biografia
Abdel Halim Hafez nasce a El-Halawat, nella provincia di al-Sharqiyya, 80 chilometri a nord della capitale egiziana Il Cairo. ʿAbd al-Halīm è uno dei quattro figli dello sceicco ʿAlī Ismāʿīl Shabāna. Aveva due fratelli, Ismāʿīl e Muhammad, ed una sorella, ʿAliya. La madre di ʿAbd al-Halīm morì a causa di complicazioni avute dopo il parto alla sua nascita, mentre suo padre morì cinque mesi più tardi, lasciando ʿAbd al-Halīm orfano. Il piccolo venne quindi preso in custodia dalla famiglia di suo zio, residente al Cairo.

### Gli inizi
Le sue prime abilità musicali si manifestarono già quando il piccolo ʿAbd al-Halīm frequentava le scuole elementari, e suo fratello maggiore Ismāʿīl Shabāna fu il suo primo insegnante di musica. Ad 11 anni entrò all'Istituto di Musica Araba del Cairo, dove divenne famoso grazie alle ottime interpretazioni musicali del già celebre cantante Muhammad ʿAbd al-Wahhāb. Ottenne la laurea all'Istituto di Musica e Teatro con ottimi voti.

### La carriera musicale
Inizialmente ʿAbd al-Ḥalīm si esibì in diversi club del Cairo, fino a quando ebbe l'occasione di sostituire il cantante Karim Mahmud che a causa di un problema dell'ultimo minuto non poté cantare alla radio in onore del Primo anniversario della Rivoluzione d'Indipendenza Egiziana, il 18 giugno, 1953. La sua interpretazione ebbe un grande impatto sul pubblico, ma venne soprattutto apprezzata da Muḥammad ʿAbd al-Wahhāb (importante personaggio della musica egiziana moderna), supervisore della programmazione musicale dell'emittente radiofonica nazionale, che decise di aiutare l'allora sconosciuto cantante.
ʿAbd al-Ḥalīm diventò uno dei più famosi cantanti della sua generazione, senza dimenticare le numerose partecipazioni a film come protagonista, e viene tuttora considerato uno dei quattro grandi della musica araba ed egiziana insieme a Umm Kulthūm, Muḥammad ʿAbd al-Wahhāb e Farīd al-Atrash.
Ad 11 anni ʿAbd al-Ḥalīm contrasse la Bilharsia – un parassita d'acqua che provoca lacerazioni agli organi interni – e fu periodicamente e dolorosamente afflitto da essa. Nel corso degli anni molti detrattori, tra cui altri artisti e commentatori, accusarono ʿAbd al-Ḥalīm di usare la sua malattia per guadagnarsi simpatie da parte del pubblico.

### La morte
ʿAbd al-Ḥalīm morì il 30 marzo del 1977, mentre si sottoponeva a un trattamento per curare la Bilharsia al King's College Hospital di Londra. Ai suoi funerali (celebrati al Cairo) parteciparono migliaia e migliaia di persone, più di quante ebbero mai partecipato a qualsiasi altro funerale in Egitto, ad eccezione di quelli del Presidente Nasser (1970) e di Umm Kulthūm (1975). Quattro donne si suicidarono alla scoperta della sua morte. Venne sepolto nella Moschea di al-Rifa'i del Cairo.

## Vita privata
ʿAbd al-Halīm non si sposò mai, anche se diverse voci confermarono un matrimonio segreto con l'attrice Soad Hosny durato sei anni. Nonostante i loro amici però abbiano continuato a negare l'ipotesi, Suʿād Hosnī si suicidò proprio il giorno del compleanno di ʿAbd al-Halīm, il 21 giugno del 2001.
Stando alle sue dichiarazioni, ʿAbd al-Halīm si innamorò veramente una sola volta e questo avvenne durante i primi anni della sua lunga carriera. Si innamorò di una giovane donna, senza però riuscire a sposarla. La ragazza era figlia di un noto uomo d'affari di origine siriana che non ritenne ʿAbd al-Halīm all'altezza di sposare la propria figlia. In seguito a quattro anni di tentativi ʿAbd al-Halīm riuscì a convincere la famiglia della giovane, ma quest'ultima disgraziatamente morì di una malattia cronica, prima che si potessero sposare. ʿAbd al-Halīm non si riprese mai dopo la scomparsa del suo primo amore e dedicò moltissime canzoni alla sua memoria, come Fī yōm, fī shahr, fī sana (In un giorno, un mese, un anno) e la toccante Qariyat el-Fingan (La cartomante).

## Informazioni sulla carriera
Le sue canzoni sono trasmesse tuttora sulle più famose emittenti radiofoniche e televisive del panorama mediatico arabo. È il cantante più famoso di tutto il mondo arabo ed è inoltre tra gli artisti arabi che hanno venduto più dischi in vita (secondo solo ad Umm Kulthum).
La canzone di ʿAbd al-Halīm Hāfeẓ Khosara divenne famosa internazionalmente quando il produttore statunitense Timbaland ne riprese alcune parti per la canzone Big Pimpin' di Jay-Z. Inoltre due battute complete di Khosara vennero registrate e usate senza nessun permesso da Magdi el-Amrussi. Nel caso di Jay-Z, Timbaland usò una registrazione e non un campione musicale e questo evitò all'artista statunitense di dover pagare i diritti della canzone.
Tra le 260 canzoni incise sono da ricordare alcune delle più significative, tra cui Ahwak ("Ti amo"), Khosara ("Peccato"), Gana el-Hawa ("il vento è arrivato a noi"), Sawah ("Vagabondo"), Zay el-Hawa ("È come il vento"), e Ay Damaat Hozn La  ("Nessuna lacrima di tristezza"). La sua ultima, e la più famosa, canzone incisa, è Qariyat el-Fingan ("La cartomante"), con testo di Nizar Qabbani e musica di Mohammed Al-Mougy.
ʿAbd al-Halīm Hāfeẓ interpretò in totale 16 film, incluso "Dalilah", il primo film egiziano a colori.
Assieme a Muhammad ʿAbd al-Wahhāb e Magdi el-Amrussi, ʿAbd al-Halīm fu uno dei fondatori della compagnia discografica Soutelphan, che continua ad operare sotto il nome di EMI Arabia. La compagnia venne fondata nel 1961.
Nel 2006 venne girato un film in suo onore, intitolato "Halim", interpretato da Ahmed Zaki e prodotto dalla Good News 4 Film & Music Company.

## Filmografia
- Lahn el-Wafa (La Canzone della verità) in Galal
  - Uscito il: 1º marzo, 1955
  - Con: ʿAbd al-Halīm Hāfeẓ, Shadia
  - Diretto da: Ibrahim Amara
- Ayyamna al-Helwa(I nostri bei giorni) in Ali
  - Uscito il: 1º marzo, 1955
  - Con: ʿAbd al-Halīm Hāfeẓ, Faten Hamama, Omar Sharif, Ahmed Ramzy
  - Diretto da: Helmy Halim
- Ayyam We Layali (Giorni e Notti)
  - Uscito il: 8 settembre, 1955
  - Con: ʿAbd al-Halīm, Eman
  - Diretto da: Henry Barakat
- Mawed Gharam (Appuntamento con l’amore) in Samir
  - Uscito il: 3 gennaio, 1956
  - Con: ʿAbd al-Halīm, Faten Hamama
  - Diretto da: Henry Barakat
- Dalila, regia di Mohammed Karim (1956)
- Banat el-Yom (Le ragazze d'oggi) in Khaled
  - Uscito il: 10 novembre, 1957
  - Con: ʿAbd al-Halīm, Magda, Amal Farid
  - Diretto da: Henry Barakat
  - Note: In questo film, ʿAbd al-Halīm canta la canzone "Ahwak" per la prima volta.
- Fata Ahlami (The Man Of My Dreams)
  - Uscito il: 7 marzo, 1957
  - Con: ʿAbd al-Halīm, Amal Farid
  - Diretto da: Helmi Rafleh
- Al-wisada el-Khalia in Salah
  - Uscito il: 20 dicembre, 1957
  - Con: ʿAbd al-Halīm, Lubna ʿAbed el-Aziz
  - Diretto da: Salah Abu Yusef
- Shari'a el-Hob (La strada dell'Amore)
  - Uscito il: 5 marzo, 1958
  - Con: ʿAbd al-Halīm, Sabah
  - Diretto da: Ez el-Din Zol-Faqar
- Hekayit Hob (Una storia d'amore) in Ahmed Sami
  - Uscito il: 12 gennaio, 1959
  - Con: ʿAbd al-Halīm, Mariam Fakher el-Din
  - Diretto da: Helmy Halim
- El banat waal saif (Ragazze ed Estate)
  - Uscito il: 5 settembre, 1960
  - Con: ʿAbd al-Halīm, Suad Husni, Zizi El Badrawi
  - Diretto da: Salah Abu Yusef, Ez El-Din Zol-Faqar, Fatin ʿAbed el-Wahhab
  - Notes: Questo film consiste in 3 storie.
- Yom Men ʿOmrī (Un giorno della mia vita) in Salah
  - Uscito il: 8 febbraio, 1961
  - Con: ʿAbd al-Halīm, Zubaida Tharwat
  - Diretto da: Atef Salem
- El-Khataya (Il Peccato) in Hussien
  - Uscito il: 12 novembre, 1962
  - Con: ʿAbd al-Halīm, Madiha Yousri, Hasan Yusef, Nadia Lutfi
  - Diretto da: Hassan El Imam
  - Canzoni: Wehyat Alby, Maghrur, Last Adry, Olly Haga, El-Helwa
- Maʿbodat el-Gamahir (L'Adorazione della diva) in Ibrahim Farid
  - Uscito il: 13 gennaio, 1963
  - Con: ʿAbd al-Halīm, Shadia
  - Diretto da: Helmy Halim
  - Canzoni: Haga Ghareeba, Balash Etaab, Last Kalby, Gabbar, Ahebek
- Abī Fawq el-Shagara (Mio padre in cima ad un albero) in Adel
  - Uscito il: 17 febbraio, 1969
  - Con: ʿAbd al-Halīm, Nadia Lutfi, Mervat Amin
  - Diretto da: Hussein Kamal
  - Canzoni: Adi el-Belag, el-Hawa Hawaya, Ahdan el-Habayeb, Ya Khali el-Alb, Gana el-Hawa
  - Note: Questo fu l'ultimo film di ʿAbd al-Halīm